# 水色

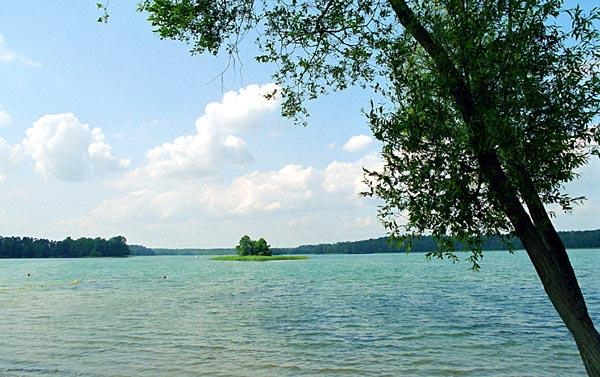
青く澄んだ湖

水色（みずいろ）は澄んだ水の色を表す、淡い緑みの青色。英語では light blue、pale blue にあたる。
日本古来の水縹（みずはなだ）と呼ばれる色も水色と同じような色を表しているとも考えられる。しかし、これは水浅黄同様、水の色というよりは水によって薄められた色とも考えられる。

## 水の色
一切不純物の混じっていない純粋な水、すなわち純水や蒸留水の色はほぼ無色透明であるが、池や湖、川、海などは青色に見える。これは主に水そのものが微かに青緑色を呈していることによるもので、ほかにも水の微粒子による可視光の散乱（レイリー散乱）や、水中の藻類などの微生物の色や、水面に反射する空の色などが影響を与えている可能性もある。水色という名は、このような「水の青」に由来する。日本語の水色は平安時代から見られる色名であり、古くから「水＝青い」というイメージが存在していたこととなる。
現在では一般的に淡い青色のことを水色と呼ぶことがあり、その中には空色などが含まれることが多い。
空色はとくに水色に近いため、色鉛筆やクレヨンのセットでは水色に代表されることが多く、しばしば同一視される。しかし、本来の定義から言えば、空色のやや紫側によった青色に対して、水色は一般的には若干緑みを帯びた深みのある青色となる。
英語のアクア（英: aqua）は一般的な水の色を表す名前であるが、ウェブカラーではAquaはやや緑みが強く彩度の高い色合いとして定義されている。ただし、この場合のAquaはCyanとまったく同じ色である。
そのほかにも英語には水の色に由来する色名が多い。
水の色の緑みをより強調する場合にはアクアグリーン (aqua green)・ウォーターグリーン (water green) などの色名も用いられる。
ただし、アクアマリンは宝石のアクアマリン（緑柱石）の色であり、水とは直接関係ない。

## 近似色
- 空色（スカイブルー）
- セルリアンブルー
- サックスブルー(sax blue)
- 浅縹
- 青（ブルー）
- 青緑（ブルーグリーン）
- シアン
- アジュール
- ターコイズブルー